# Кук-нашур II
Кук-нашур II — верховный правитель (суккаль-мах) Элама, правивший около 1650—1635 годов до н. э., из династии Эпартидов.
Достаточно долго Кук-нашур II правил Эламом единолично, без вице-регента и без наместника Суз. Это видно не только по некоторым правовым документам, но также и по его титулу «Верховный правитель Элама, правитель Симашки и Суз». Однако документ, на котором появляется данный титул, присущий единоличному правителю, датируется — и это существенно — годом восшествия на престол в Вавилоне Амми-цадуки, то есть примерно 1647/1646 годом до н. э. Датировочная формула показывает, что Элам уже давно попал под сюзеренитет Вавилонии, а также то, что триумф Кутир-Наххунте I над Месопотамией имел лишь временный эффект.
Около 1635 года до н. э. Кук-нашуру II наследовал его родной или двоюродный брат — Кутир-Шилхаха I.
| Династия Эпартидов (Суккаль-махи) |                                            |                           |
| Предшественник: Темти-халки       | суккаль-мах Элама ок. 1650 — 1635 до н. э. | Преемник: Кутир-Шилхаха I |